# Колодин, Иван Фёдорович
Иван Фёдорович Колодин (16 марта 1788, Санкт-Петербург? - после 1838, Крым?) — российский архитектор. Воспитанник и ученик архитектора А. Н. Воронихина и его помощник в строительстве Казанского собора в Санкт-Петербурге.

## Биография
Незаконнорожденный сын бывшей крепостной Пелагеи Колодиной и некоего Штыкова. В 1800 году поступил в Императорскую академию художеств по рекомендации и на средства А. Н. Воронихина. В 1809 году занял место архитекторского помощника в Комиссии по построению Казанского собора с чином 14 класса. После смерти Воронихина в 1814 до 1818 года занимался «приведением в ясность» счетов Комиссии в качестве архитектора. В 1813 в Строительном комитете Министерства внутренних дел получил должность каменного мастера. До 1820 года, оставаясь формально на должности, занимался частными работами для Строгановых и их родственников Апраксиных в Санкт-Петербурге и его окрестностях.
С 1820 года командировался на юг империи, в частности, в Крым для проведения различных работ, например, ремонта дворца в Бахчисарае. С этого времени жил в Крыму. В 1822 году пожалован кавалером ордена св. Анны 3 класса. Под данным формулярного списка, к 1832 года женат не был. Последнее упоминание в 1838 года как второго архитектора Южного берега Крыма, помощника швейцарского зодчего К. Эшлимана. И. Ф. Колодину сопутствовал Яков Колодин, судя по всему, родной брат, также служивший в Строительном комитете, а затем оказавшийся в Крыму.

## Творчество
В 1813 году перестроил в Саратове дом купца М. А. Устинова в стиле классицизма (ныне Саратовский краеведческий музей). Графическая манера чертежей повторяет воронихинскую. С того же времени начал работу по проектированию вновь заложенного имения Марьино под Санкт-Петербургом для графини С. В. Строгановой. Поиск решения главного дома продолжался до 1817 (построен в 1818, сохранился). В 1815—1816 года проектировал также менее значительные постройки для усадьбы, в частности, церковный дом, житницу, оранжерею и ферму (известны по чертежам), а также парковые сооружения. В середине 1810-х годов ремонтировал главное здание Строгановской дачи в окрестностях столицы и Строгановский дворец в Санкт-Петербурге. В 1814 году был приглашен Апраксиными для реконструкции их усадьбы на Марсовом поле в Санкт-Петербурге. Сочинил для них шесть листов (Государственный Исторический музей), включая проект постоялого двора. Судьба проектов неизвестна. В 1822—1823 года реставрировал ханский дворец в Бахчисарае после пожара 1818 года и эта его деятельность была признана современниками неудачной. В Симферополе строил городской собор (1820—1829, по проекту И. Шарлеманя, снесен в 1930), губернские присутственные места, Таврическое губернское правление, «Странноприимный дом подполковника А. С. Таранова-Белозерова» (1822—1826, ныне — Симферопольский медицинский колледж), дом Таврического гражданского губернатора (1835).

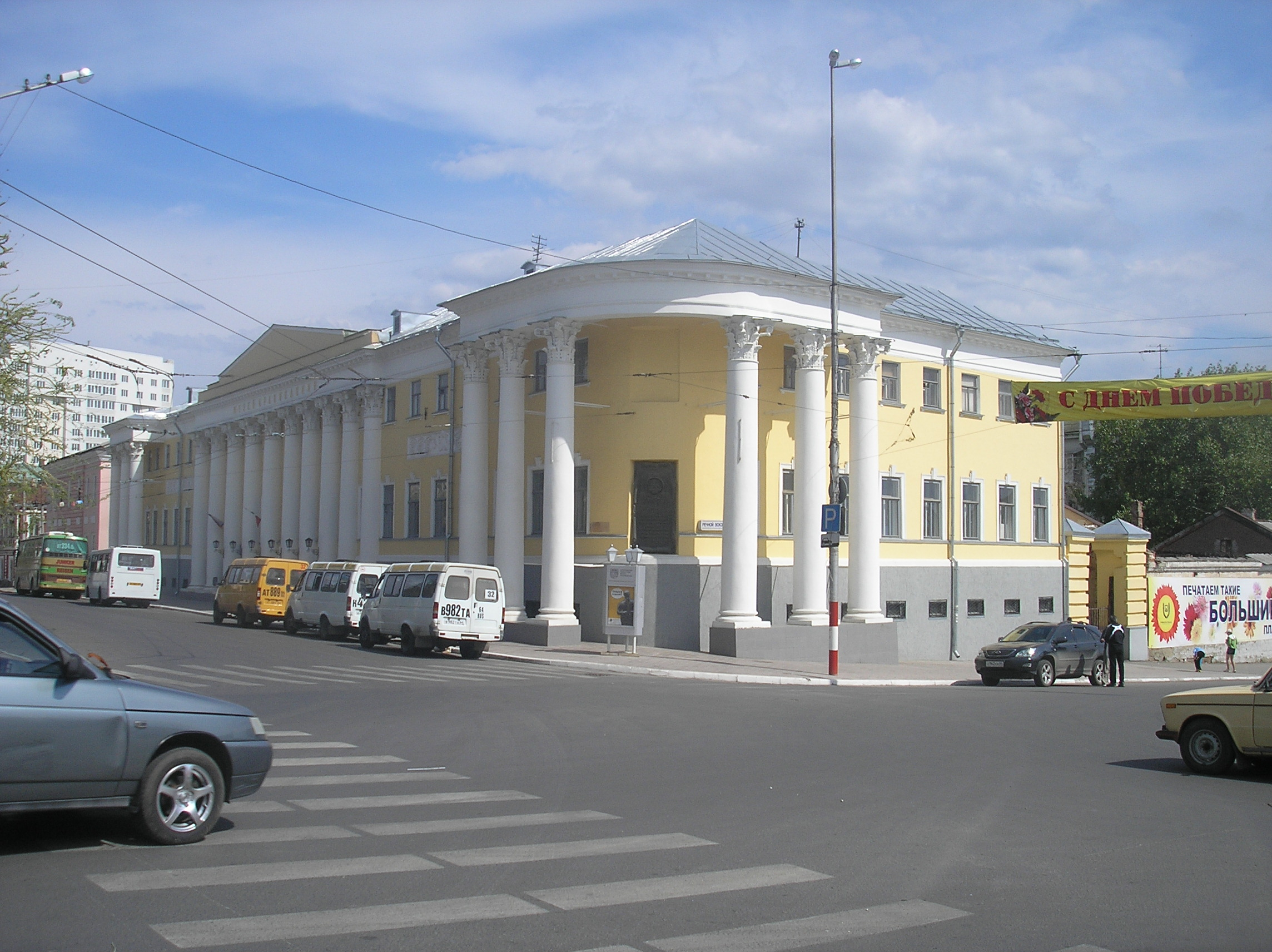
Дом Устинова в Саратове, 1813
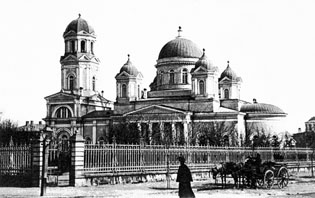
Александро-Невский собор в Симферополе, проект И. Шарлеманя, соавторство надзор И. Ф. Колодина 1816-1829, разрушен в 1930, восстановлен по оригинальному проекту  2003-2015
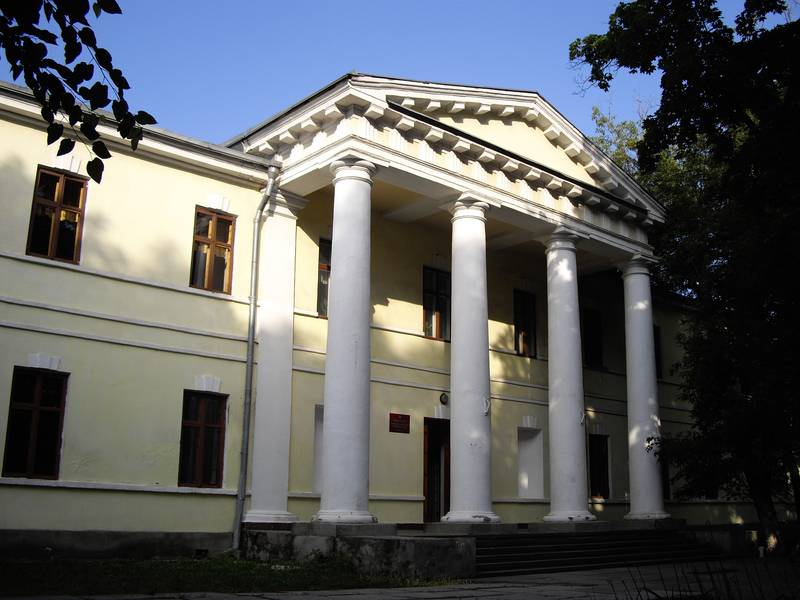
Странноприимный дом Таранова-Белозёрова в Симферополе, 1822-1826
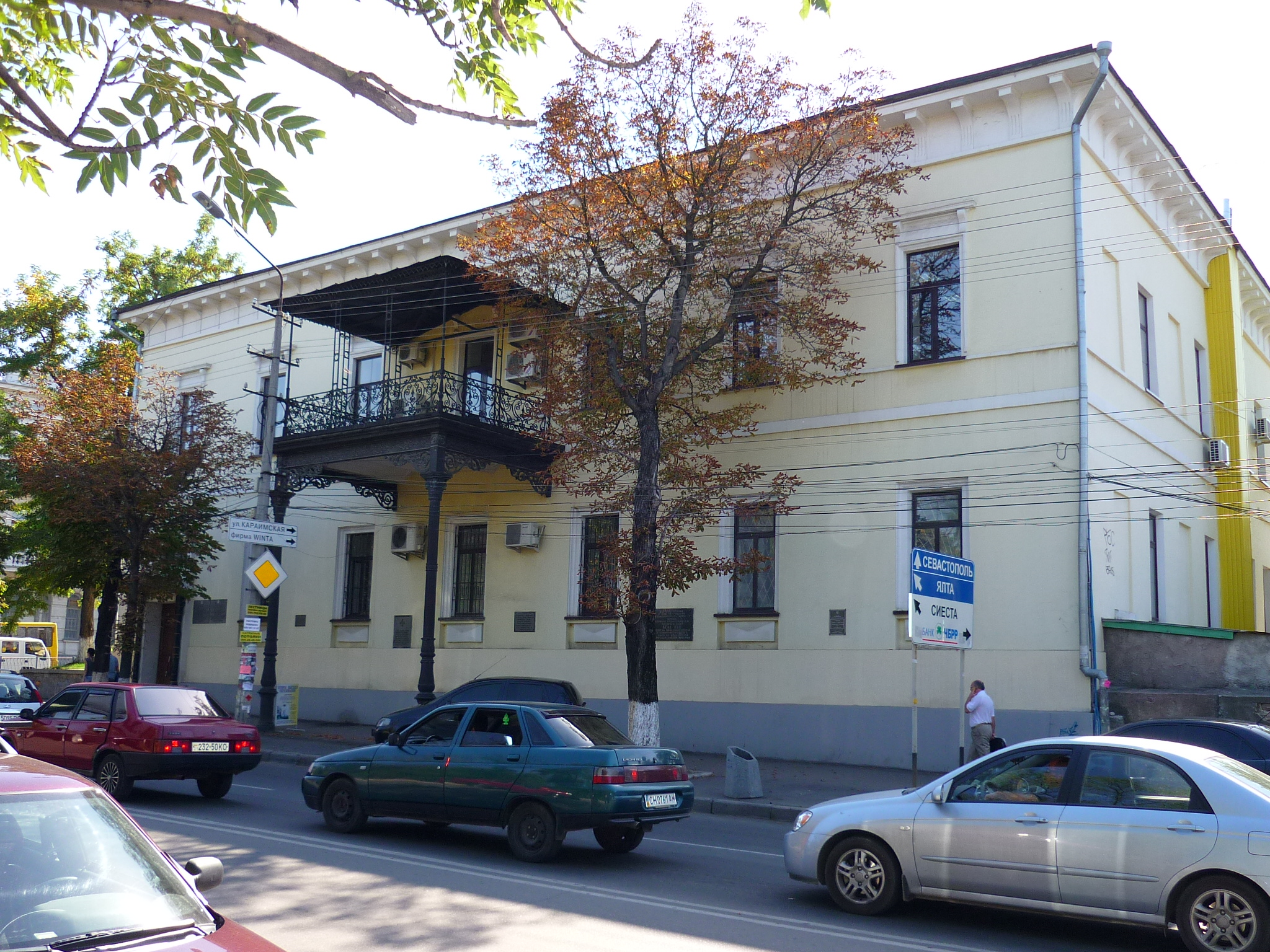
Дом губернатора Таврической губернии в Симферополе, 1835